# Выбор царской невесты
«Вы́бор ца́рской неве́сты» — короткометражный российский фильм, поставленный режиссёром Василием Гончаровым и снятый в 1909 году. Считается утерянным.

## Сюжет
По сюжету пьесы Л. А. Мея «Псковитянка».

## Производство
Фильм был сыгран труппой артистов Введенского народного дома.